# The Bank Job
The Bank Job — британская телевизионная игра, выходившая в прямом эфире на телеканале Channel 4 со 2 января по 17 марта 2012 года. Ведущий шоу — Джордж Лэмб.

## Общие правила игры
Игру начинают четверо игроков, находящихся в хранилище. Они за отведённое игровое время отвечают на вопросы: в случае правильного ответа они получают право открыть одну из 25 банковских ячеек, в которой может содержаться любая сумма денег (содержимое ячеек неизвестно ни ведущему, ни игрокам, ни съёмочной группе). Получив деньги, игрок имеет право либо продолжить игру, либо покинуть хранилище до истечения игрового времени. Игра проходит в три раунда, один из игроков в каждом раунде выбывает. Победитель третьего раунда побеждает во всей игре.

## Сезон 1
Участники проходили предварительный отбор посредством онлайн-игры, запущенной задолго до первого выпуска. Лучшие из них по числу ответов и выигранных денег приглашались на съёмки. Игры проходили в прямом эфире по будням, а в субботу разыгрывался суперфинал: пять лучших игроков встречались в решающем поединке за джекпот, собранный из их реальных выигрышей.

### Раунд 1
На первый раунд отводится полторы минуты, за которые ведущий читает вопросы. В случае верного ответа игрок получает право открыть одну из 25 банковских ячеек, в случае неверного ответа игрок лишается права отвечать на следующем вопросе. В ячейках распределена общая сумма в 150 тысяч фунтов стерлингов, но ни игроки, ни ведущий, ни кто-либо из съёмочной группы не знают, что где лежит. В ячейке может быть крупная сумма в несколько десятков тысяч фунтов стерлингов, а может быть вообще пусто (как минимум 4 ячейки пусты). Игрок, найдя в ячейке пачку денег и положив их к себе в чемодан, становится перед выбором: либо продолжить игру и попытаться заработать ещё, либо покинуть хранилище до истечения игрового времени. Игрок, который решился покинуть хранилище, занимает «кресло преследования» и смотрит по монитору за ходом игры в хранилище.
Оставшиеся в хранилище игроки борются за выход в следующий раунд и должны будут набрать сумму большую, чем у сидящего в «кресле преследования», чтобы с гарантией выйти в следующий раунд. Если на момент истечения таймера из хранилища вышли все четверо, то игрок с наименьшей набранной суммой выбывает из борьбы. Если игрок останется единственным в хранилище и не успеет его покинуть на момент истечения времени, то он автоматически проиграет. Если же в хранилище останется хотя бы два игрока, то ведущий задаёт вопросы до тех пор, пока кто-то не даст верный ответ и, открыв ячейку с содержимым, не выйдет из хранилища (оставшийся терпит поражение и выбывает из борьбы).

### Раунд 2
Во втором раунде время на ответы и разыгрываемая сумма денег не меняются. У каждого из трёх игроков есть два чемодана, в каждый можно положить только одну пачку денег. После каждой открытой ячейки ведущий спрашивает, принимает ли игрок эту пачку денег. Если игрок соглашается, то он берёт пачку и закрывает чемодан. Уйти из хранилища можно, только если закрыты оба чемодана. Правила выбывания остаются те же.

### Раунд 3
У каждого игрока есть свой таймер на 45 секунд, который останавливается после верного ответа. Очерёдность определяет тот, кто набрал больше всех денег по итогам двух раундов. В ячейках в этот раз лежит сумма в 200 тысяч фунтов стерлингов, однако, помимо пустых ячеек, есть и ячейки с надписью STEAL (Кража): если игрок откроет эту ячейку, то присвоит себе самую крупную пачку из чемодана противника (если в нём что-то есть, иначе это равноценно открытому нулю). Как и в первом раунде, игрок имеет право уйти из хранилища тогда, когда посчитает нужным. Тот, кто уйдёт из хранилища с наибольшей суммой до истечения времени, побеждает в игре и проходит в финал, а его выигрыш добавляется в общий джекпот.

### Финал недели
В финале недели играли пять победителей предыдущих выпусков, которые сражались в четырёх раундах. При этом выбывшие игроки не покидали игру до конца, а сохраняли шансы на победу до последнего раунда при определённых условиях. Первые два раунда проходили по правилу первого «будничного» раунда, третий — по правилу второго «будничного», причём в третьем раунде финала появлялись ячейки типа STEAL.
В четвёртом раунде два оставшихся игрока получали по два чемодана каждый: в одном половина от всего джекпота («Cash»), в другом — обрывки газеты («Trash»). Игрокам предстояло отдать конкуренту один чемодан, что представляло собой практический вариант дилеммы заключённого. Теоретически было три варианта:
- Оба отдают чемоданы Cash друг другу: джекпот игры делится пополам.
- Один игрок отдаёт Trash, а второй отдаёт Cash: отдавший чемодан Trash забирает все деньги и становится единоличным победителем.
- Оба отдают чемоданы Trash друг другу: они остаются без денег, три остальных выбывших делят выигрыш пополам.

## Сезон 2
В сезоне 2 от турнирного формата отказались: победитель игры получал весь выигрыш за 3-й раунд, но при этом имел право выступить в следующем выпуске. В правилах наметились изменения:
- Ячейки типа STEAL появлялись в каждом раунде.
- В каждом раунде появилась ячейка BANKRUPT (Банкрот): у открывшего эту ячейку игрока сгорали все заработанные в текущем раунде деньги.
- В 1-м раунде на всё про всё отводилось не 90, а 75 секунд.
- Во 2-м раунде можно было уйти и с одним чемоданом.
- В 3-м раунде джекпот суммировался из стандартных 150 тысяч фунтов стерлингов и того, что вынесли финалисты в предыдущих раундах (4 пачки денег).
- В финале играли четыре чемпиона и лучший из финалистов по тем же правилам, что и в сезоне 1; джекпот в 100 тысяч разыгрывался в последнем раунде.

## The Celebrity Bank Job
Последние два выпуска вышли в эфир 16 и 17 марта 2012 года с участием звёзд: выигрыши шли на благотворительность (финалист получал также 5 тысяч фунтов для благотворительных целей). Победы одержали телеведущая Рэйчел Райли (36 тысяч фунтов) и стендап-артистка Шаппи Хорсанди (59 тысяч фунтов).

## Эфир
Первый сезон выходил со 2 по 7 января 2012 года, его аудитория варьировалась от 1,03 млн. (5 января) до 1,3 млн. (7 января). Второй сезон выходил с 17 февраля по 10 марта 2012 года (восемь выпусков), максимальная аудитория составила 1,23 млн зрителей (3 марта). Последние два выпуска вышли фактически третьим сезоном 16 и 17 марта 2012 года. Все съёмки велись в здании бывшего лондонского филиала Midland Bank (филиал закрыт в 1980-е годы, здание находится под охраной государства).

## Критика
Британская газета Metro раскритиковала передачу, заявив, что от формата Deal or No Deal она отличается только тем, что ведёт её Джордж Лэмб, а в ней ещё и задают вопросы. В самой игре не было ничего из голливудского духа: журналисты полагали, что нелепее могли быть лишь гипотетические «Четырнадцать друзей Оушена», в которых герой Джорджа Клуни отвечал бы в викторине на вопросы о «Пиратах Карибского моря» в кардигане от Next, сияя от восторга. Посетители портала UK Game Shows отдали игре 6-е место в рейтинге лучших новых игр года, но признали её худшей игрой всего года вообще.